# سونيا أماليو
سونيا أماليو (بالإسبانية: Sonia Amelio)‏ هي مصممة رقص وممثلة مكسيكية، ولدت في 1941 بمدينة مكسيكو في المكسيك.

## وصلات خارجية
- سونيا أماليو على موقع IMDb (الإنجليزية)
- سونيا أماليو على موقع قاعدة بيانات الفيلم (الإنجليزية)